# Љубим те песмама
Љубим те песмама је песма српске певачице Снежане Берић са којом је представљала СР Југославију на Песми Евровизије 1992. у Малмеу. Музику за песму је компоновао Радивоје Радивојевић, текст је написао Гале Јанковић, а оркестром је током извођења уживо дириговао маестро Андерс Берглунд. Било је то последње учешће Југославије на Евросонгу, односно прво учешће Србије која је од 1992. егзистирала у државној заједници са Црном Гором.
Право да наступи на Песми Евровизије Екстра Нена је стекла преко националног финала Југовизије које је последњи пут одржано 28. марта у Београду. На фестивалу је учествовало 20 композиција из пет телевизијских центра из три републике, док су такмичење бојкотовали јавни емитери Словеније, Хрватске и Македоније који су се одцепили од Југославије. Композиција Љубим те песмама коју је делегирао ТВ Београд заузела је прво место са 44 бода, три бода више од другопласиране композиције Динг, динг, донг групе Вампири.
У сврху промоције песме снимљене су и верзије на енглеском под насловом We Can't Have Our Love Anymore и француском језику Je t'embrasse par mes chansons. Финално вече Евросонга у Малмеу одржано је 9. маја, а југословенска представница је наступила као 20. у конкуренцији 23 песме. Иако је југословенска песма те године важила за једног од фаворита такмичења, Екстра Нена је такмичење завршила тек на 13. месту са 44 бода.
Свега три недеље након такмичења СР Југославији су уведене међународне санкције и земљи је забрањено учешће на свим културним и спортским манифестацијама, а санкције су трајале све до 2000. и пада режима Слободана Милошевића у Србији.
Финска певачица Паула Коивунијеми касније је обрадила ову песму под називом Miksi luoksesi jäänyt en.

## Поени за СРЈ у финалу Евросонга
| 12 поена             | 10 поена         | 8 поена | 7 поена                        | 6 поена  |
| -------------------- | ---------------- | ------- | ------------------------------ | -------- |
|                      | - Израел         |         |                                | - Турска |
| 5 поена              | 4 поена          | 3 поена | 2 поена                        | 1 поен   |
| - Француска - Исланд | - Финска - Ирска | - Малта | - Кипар - Немачка - Луксембург | - Грчка  |